# ベリー公のいとも豪華なる時祷書

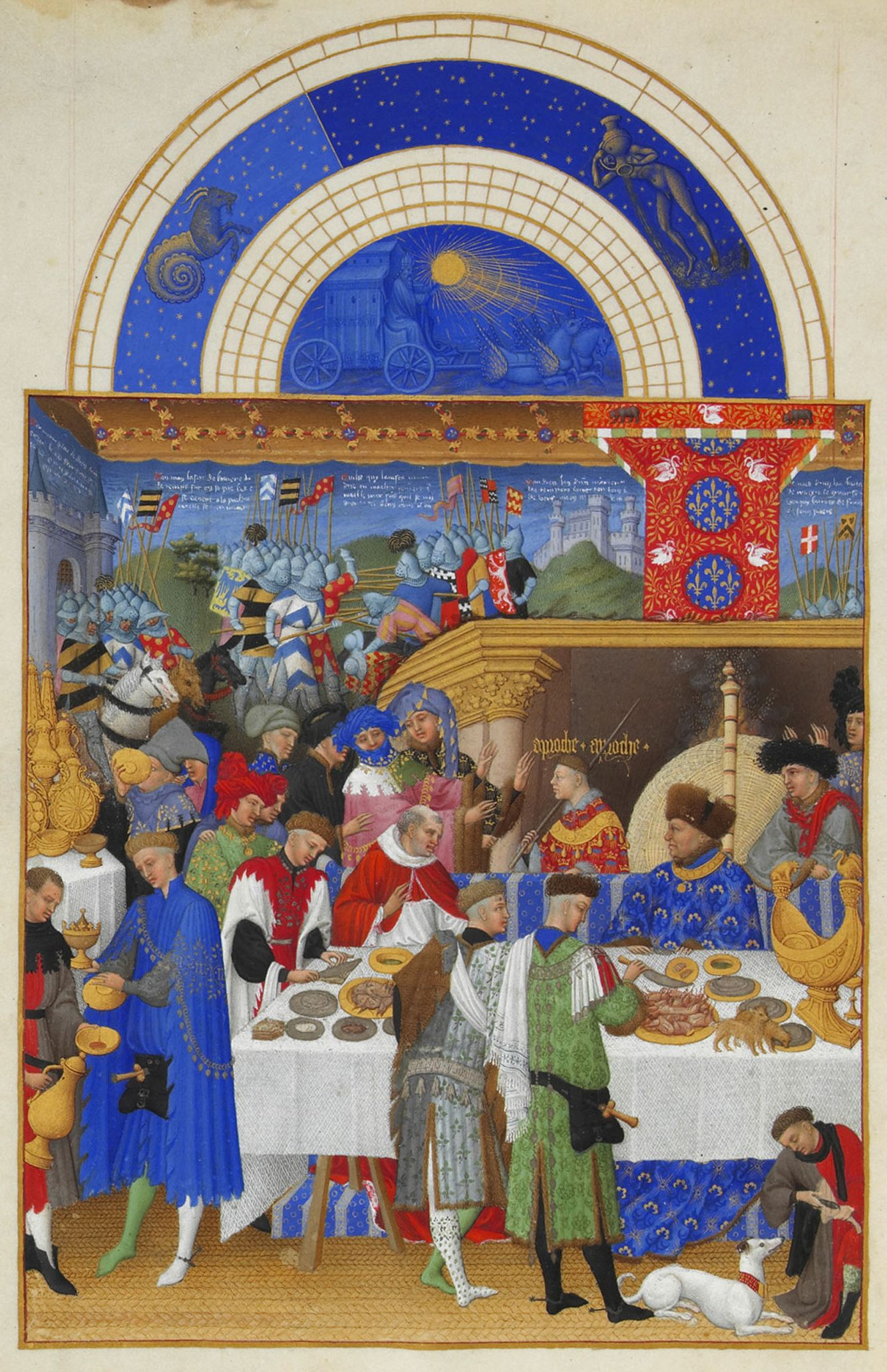
ベリー公時祷書（1月）

ベリー公のいとも豪華なる時祷書（ベリーこうのいともごうかなるじとうしょ、仏: Les Très Riches Heures du Duc de Berry）は、中世フランス王国の王族ベリー公ジャン1世が作らせた装飾写本である。

## 概要
羊皮紙206葉で、1頁のサイズが29x21cm。時祷書とはキリスト教徒が用いる祈祷文、賛歌、暦などからなる聖務を記した日課書のことである。それぞれ私的なものであり、各人が趣向をこらして作成することがあった。中でも本書は国際ゴシックの傑作でもあり、最も豪華な装飾写本として評価が高い。
多くの写本を集めたジャン1世の依頼で、15世紀始めにランブール兄弟によって制作が始まったが、1416年に両名が死去したため一時中断し、同世紀の終わりにようやく完成した。
ジャン1世が制作させた（または制作を開始させた）時祷書は6部以上現存している。他にメトロポリタン美術館所蔵「ベリー公の美わしき時祷書」というのもあり、この方が早く（1413年以前）制作され、ランブール兄弟が完成させている。また、「ベリー公のいとも美わしき聖母時祷書」は、トリノ市立図書館とパリ国立図書館に分蔵されているが、ヤン・ファン・エイク作の画を含むと推定され、美術史上重要である。

## 歴代所有者
この時祷書はジャン1世の死後、第5代サヴォイア公カルロ1世に継承され、ブルジュ出身の職人ジャン・コロンブの手で1485年から1489年頃に完成したと考えられている。さらに第8代サヴォイア公フィリベルト2世が1504年に没すると、妃マルグリット・ドートリッシュがこれを相続する（サヴォイア公位はフィリベルト2世の異母弟カルロ3世が継承）。
しかしその後、時祷書の行方はしばらく分からなくなる。次に姿を現した時には、ジェノヴァの銀行家でありセストおよびベネフロ侯爵、そしてロス・バルバセス侯爵でもあるスピノラ家の所有物であった。なぜ同家がこの書を所有していたのかは定かではないが、一説によれば、17世紀初頭の当主アンブロジオ・スピノラが、フランドルからラ・ロシェル、マドリードを経てマントヴァ公領継承戦争へと転戦する中で入手したとも言われるが、アンブロジオの代にスピノラ家はスペイン・ハプスブルク家の戦費不払いによって破産を経験しており、このような高価な品の入手が可能であったかどうかは意見が分かれるところである。
ともかくこの時祷書は、フランス王ルイ・フィリップの四男オマール公アンリが1855年にジェノヴァで購入する。それからしばらくはシャンティイ城に所蔵されていたが、1897年にはオマール公爵家からフランス学士院に寄贈され、現在はシャンティイ城にあるコンデ美術館附属図書館に非公開で所蔵されている。

## 時祷書

### 冒頭

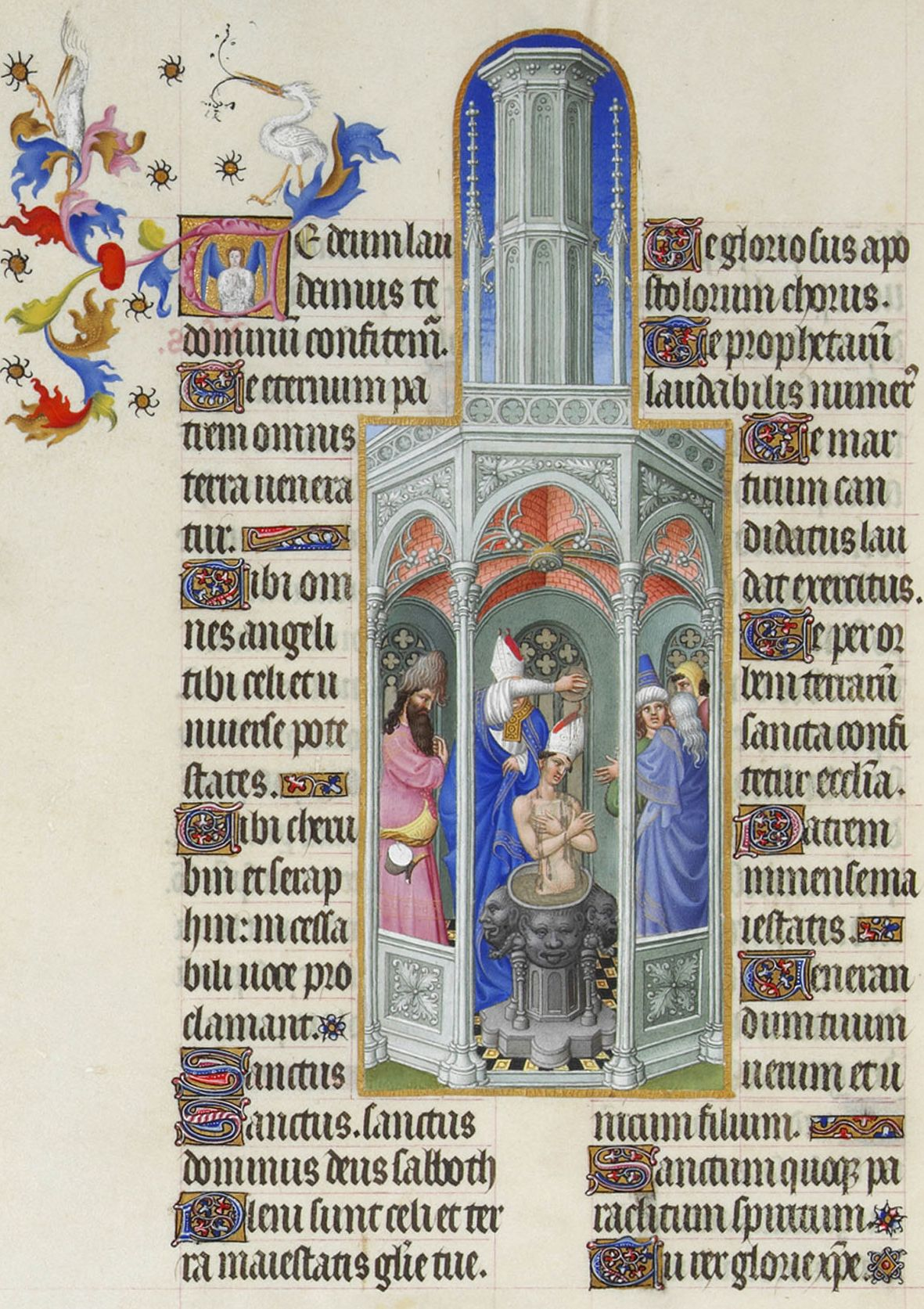
聖アウグスティヌスの洗礼
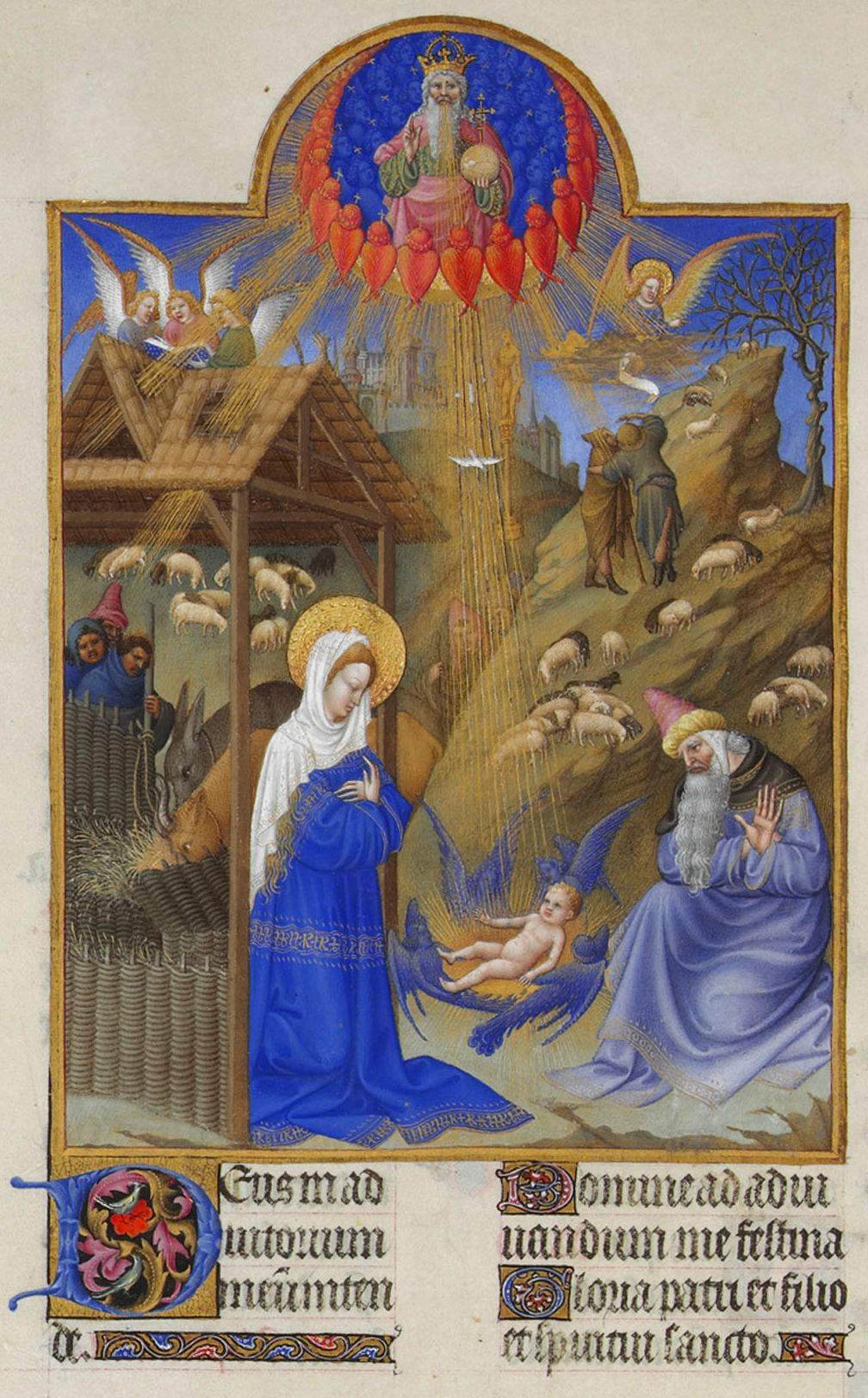
キリストの降誕
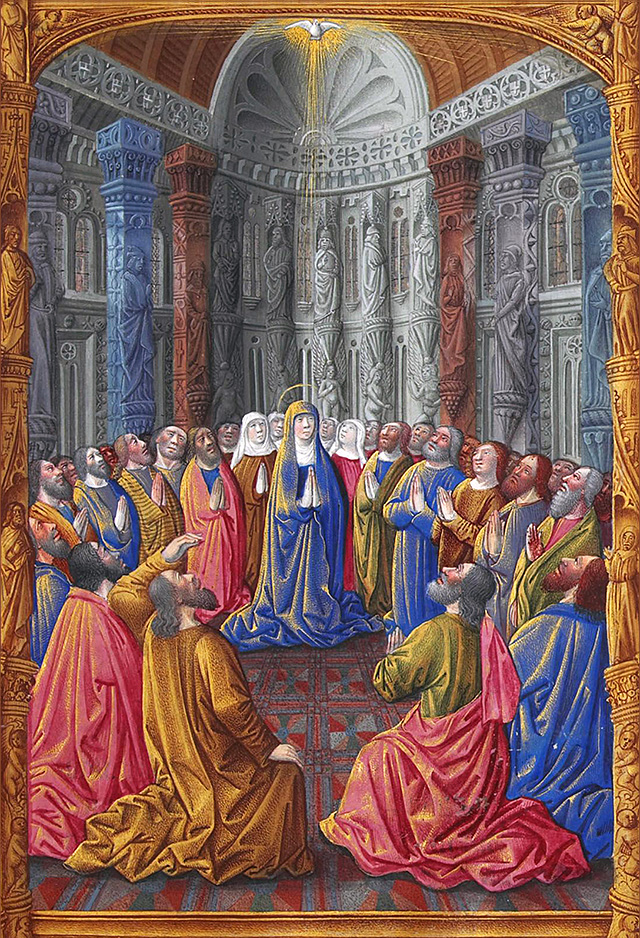
五旬節
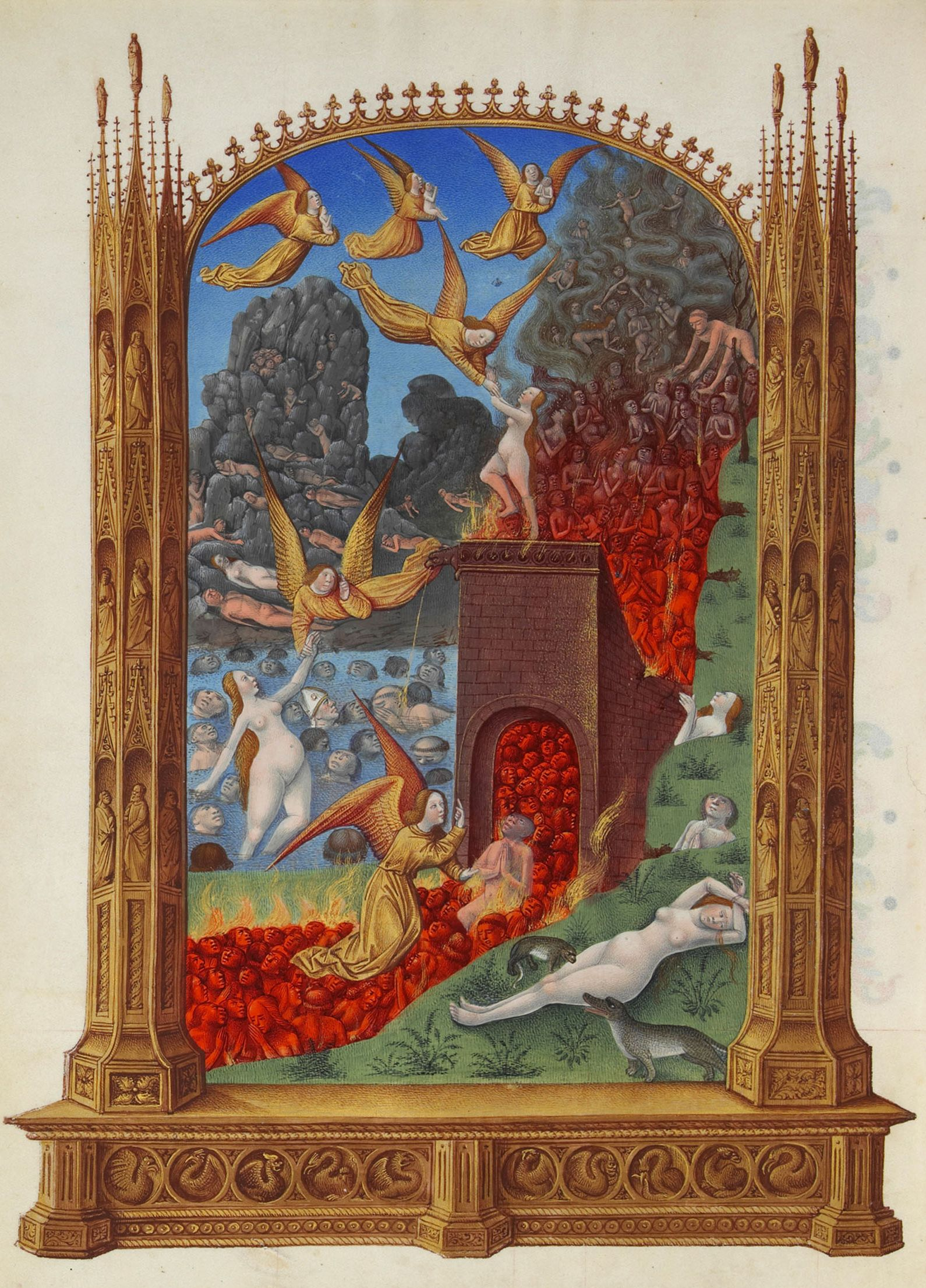
煉獄で浄化される魂
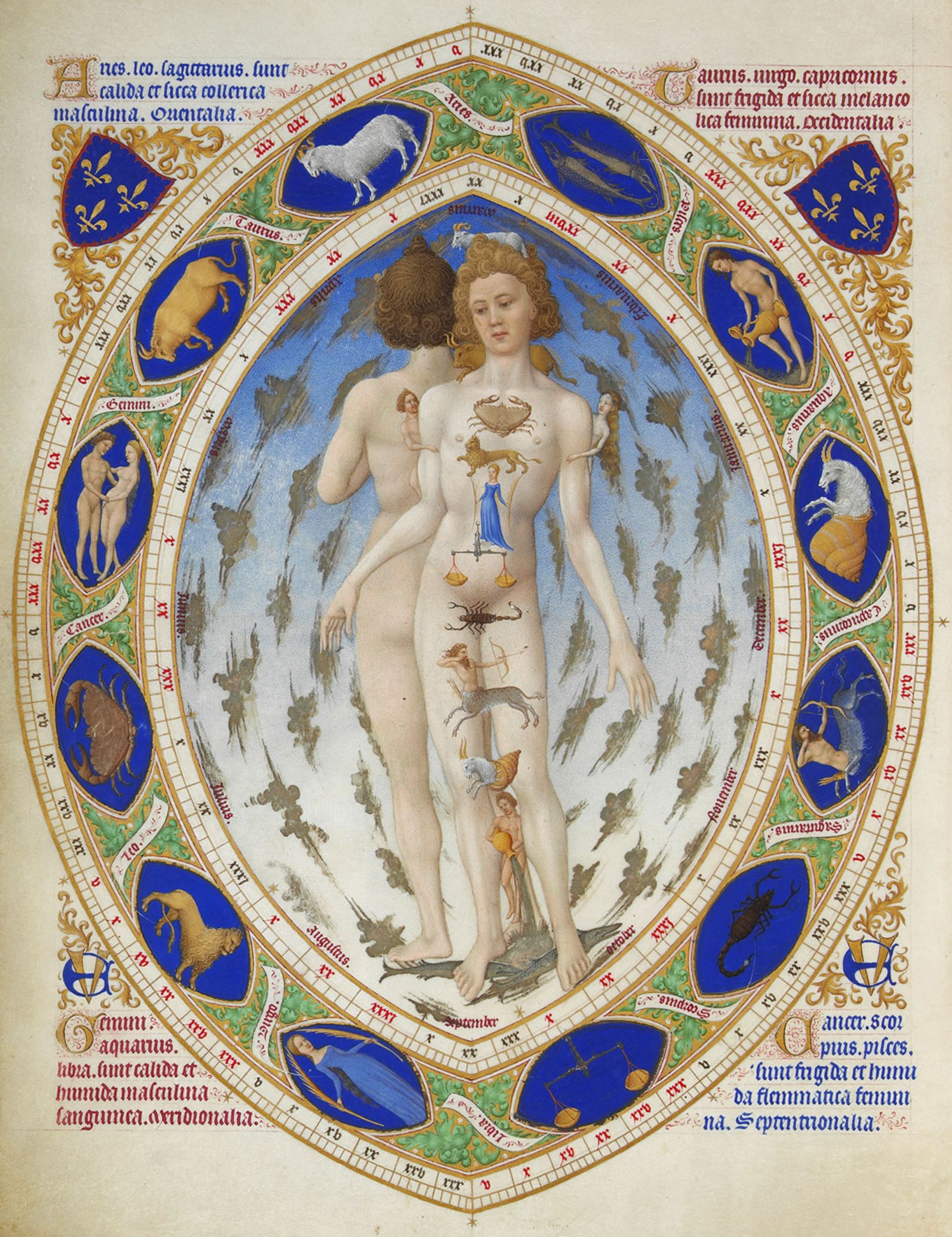
黄道十二宮と解剖図
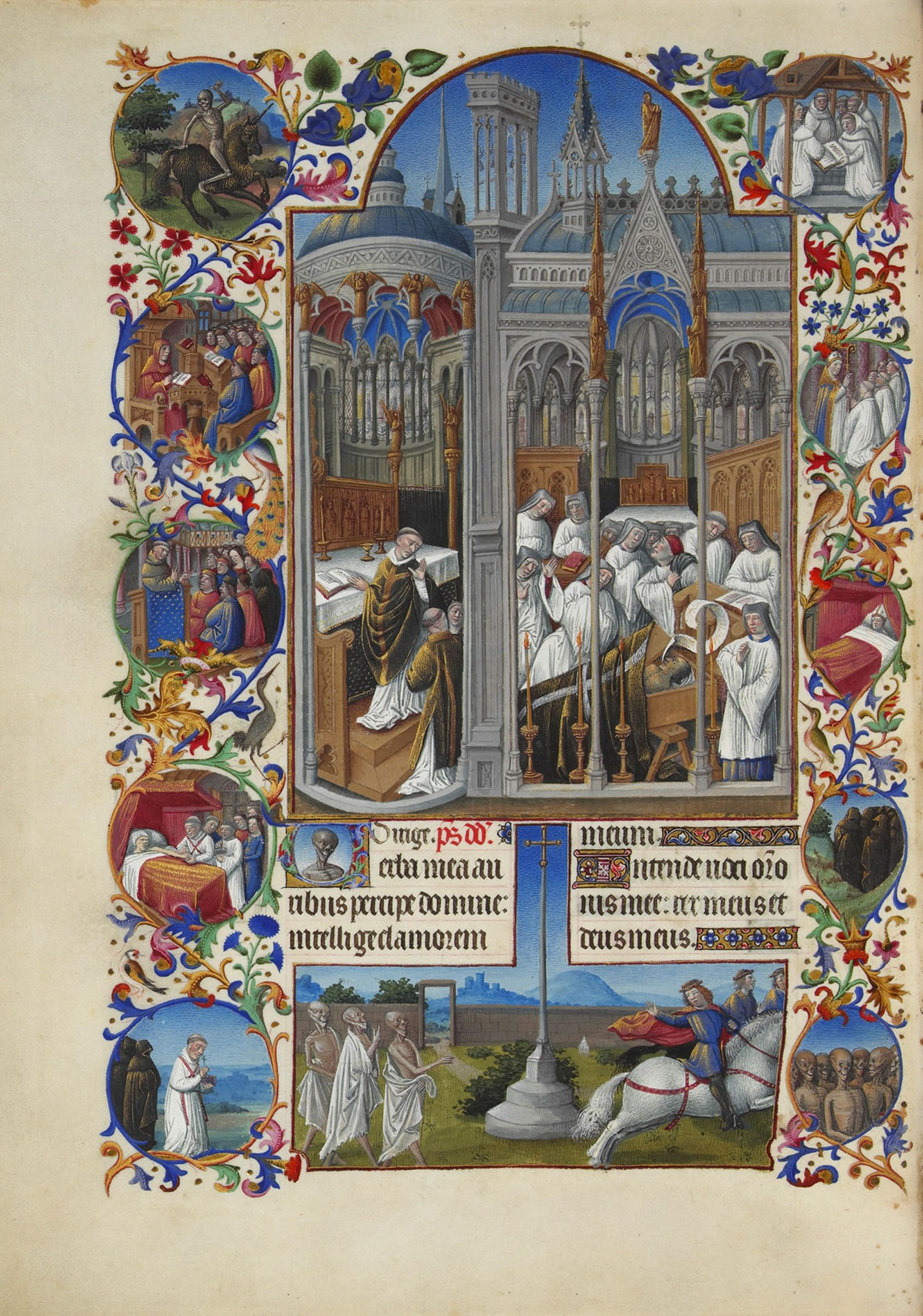
レイモン・ディオクレの葬儀

### 1 - 6月

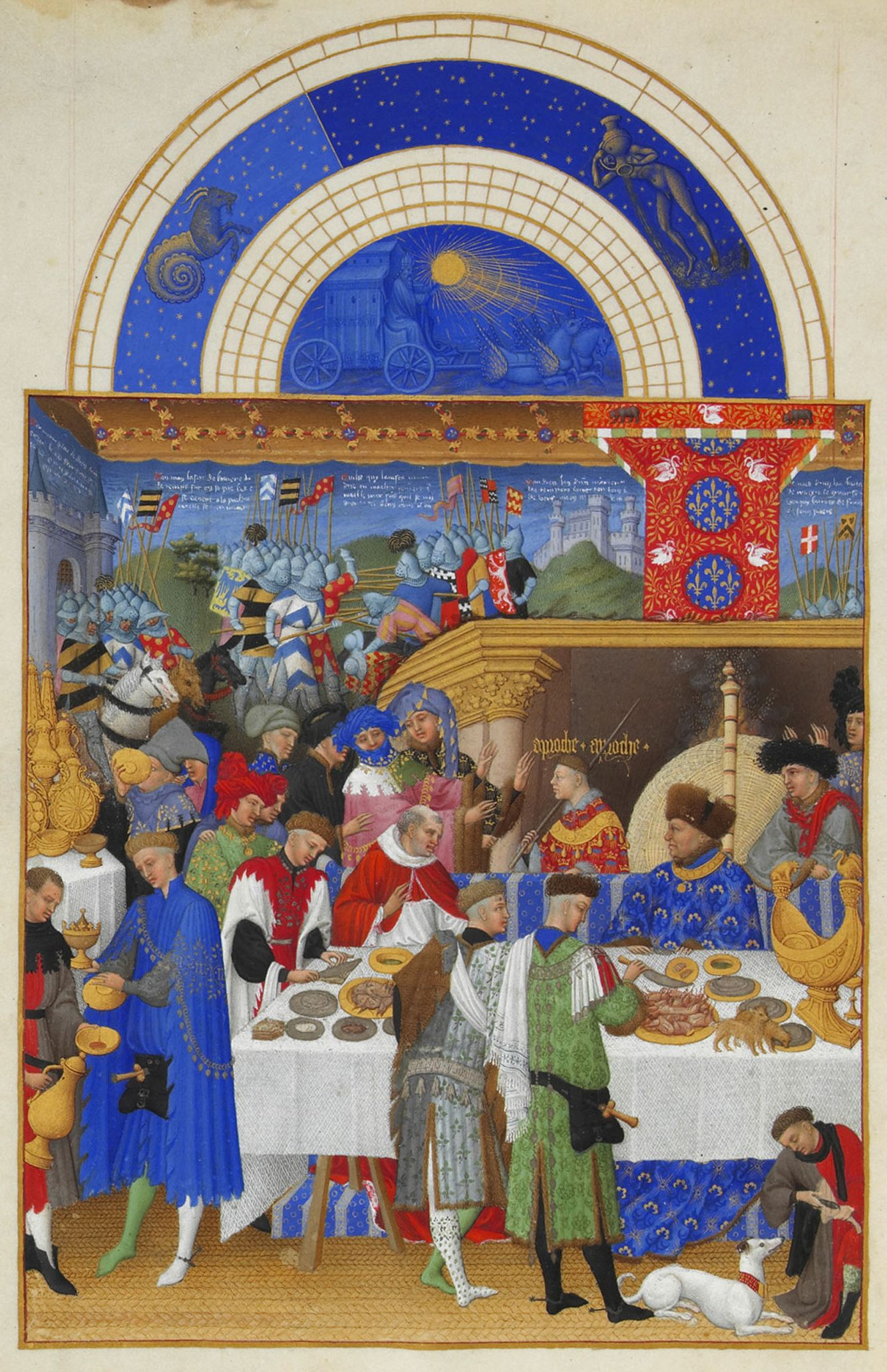
1月
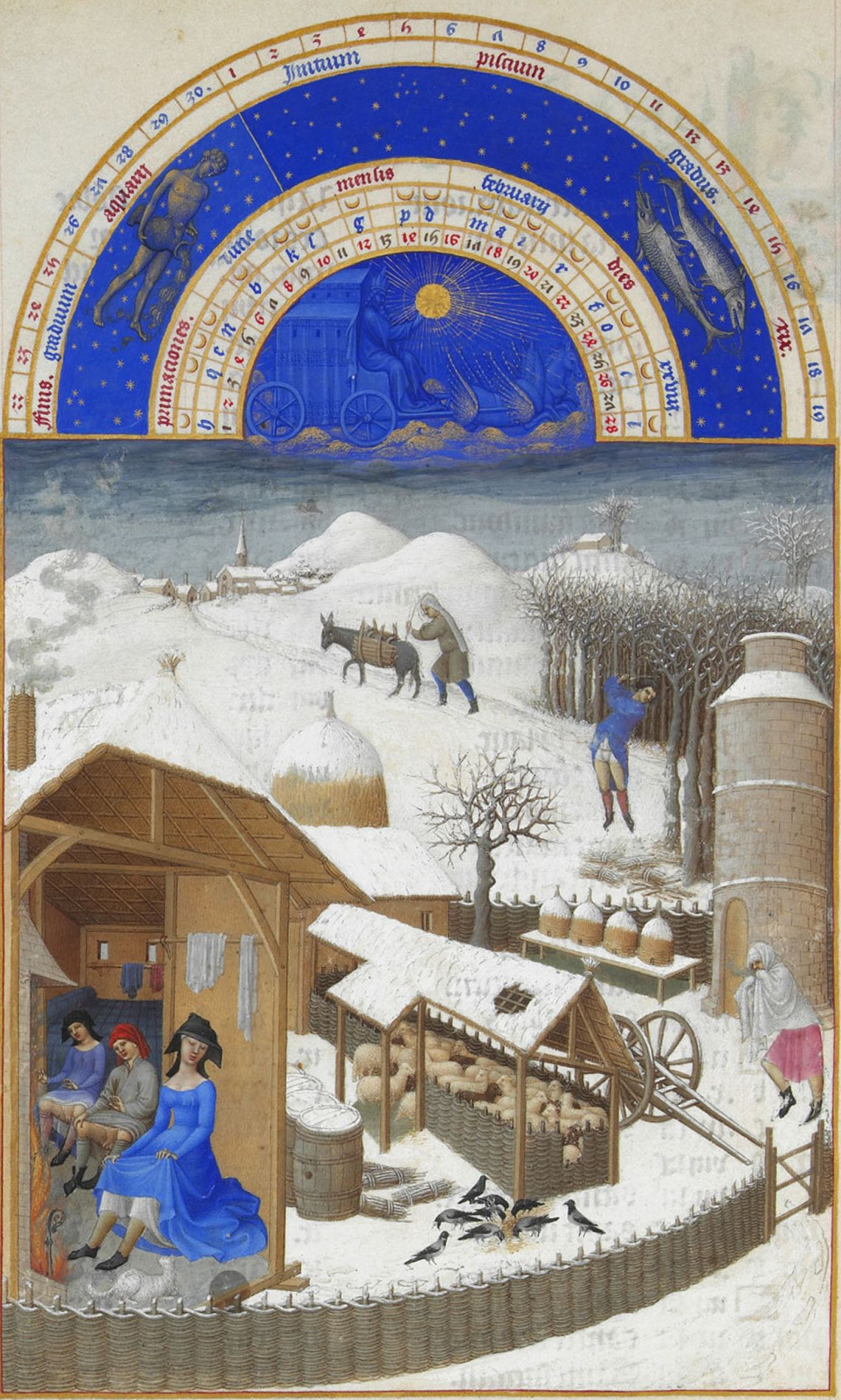
2月
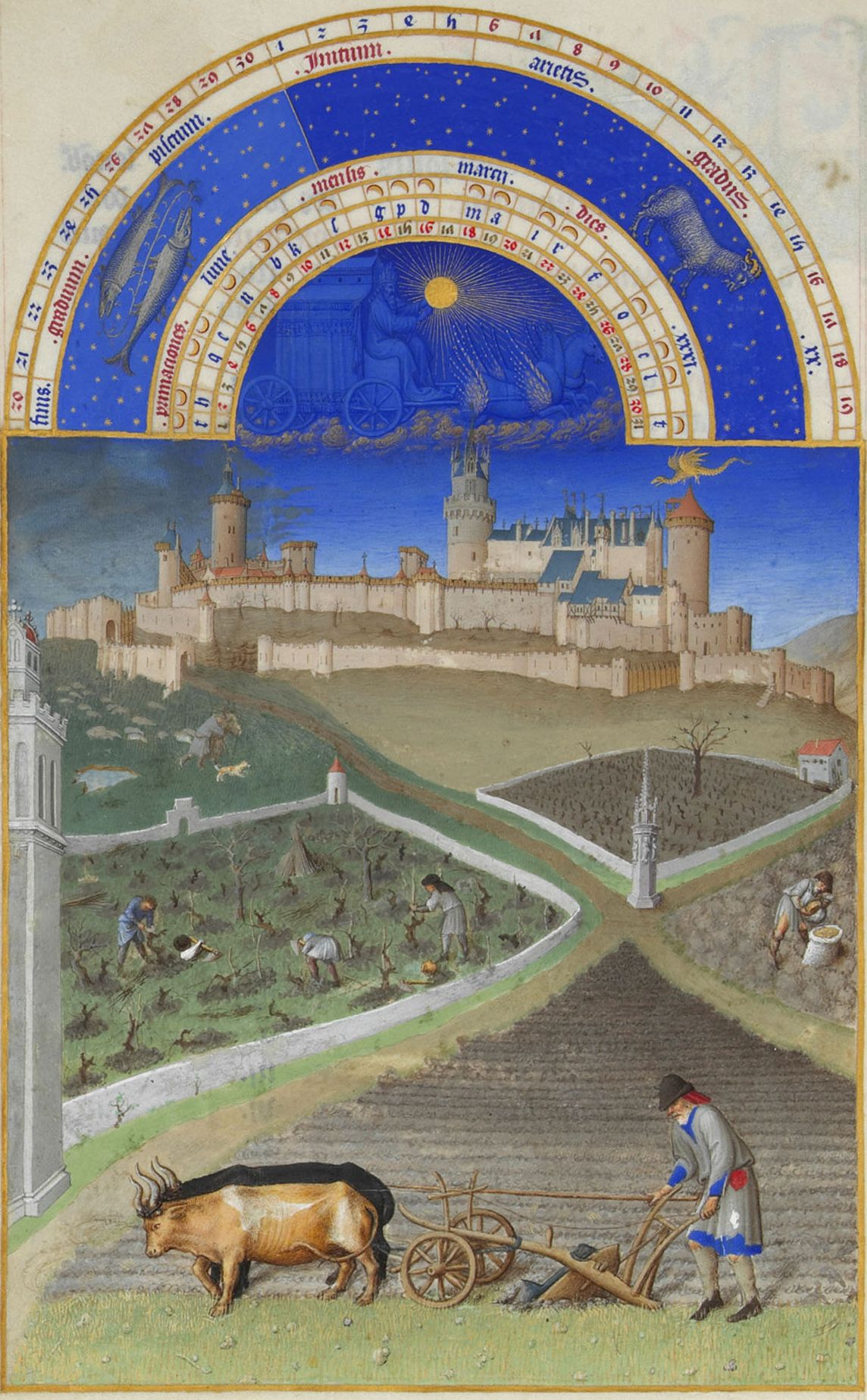
3月
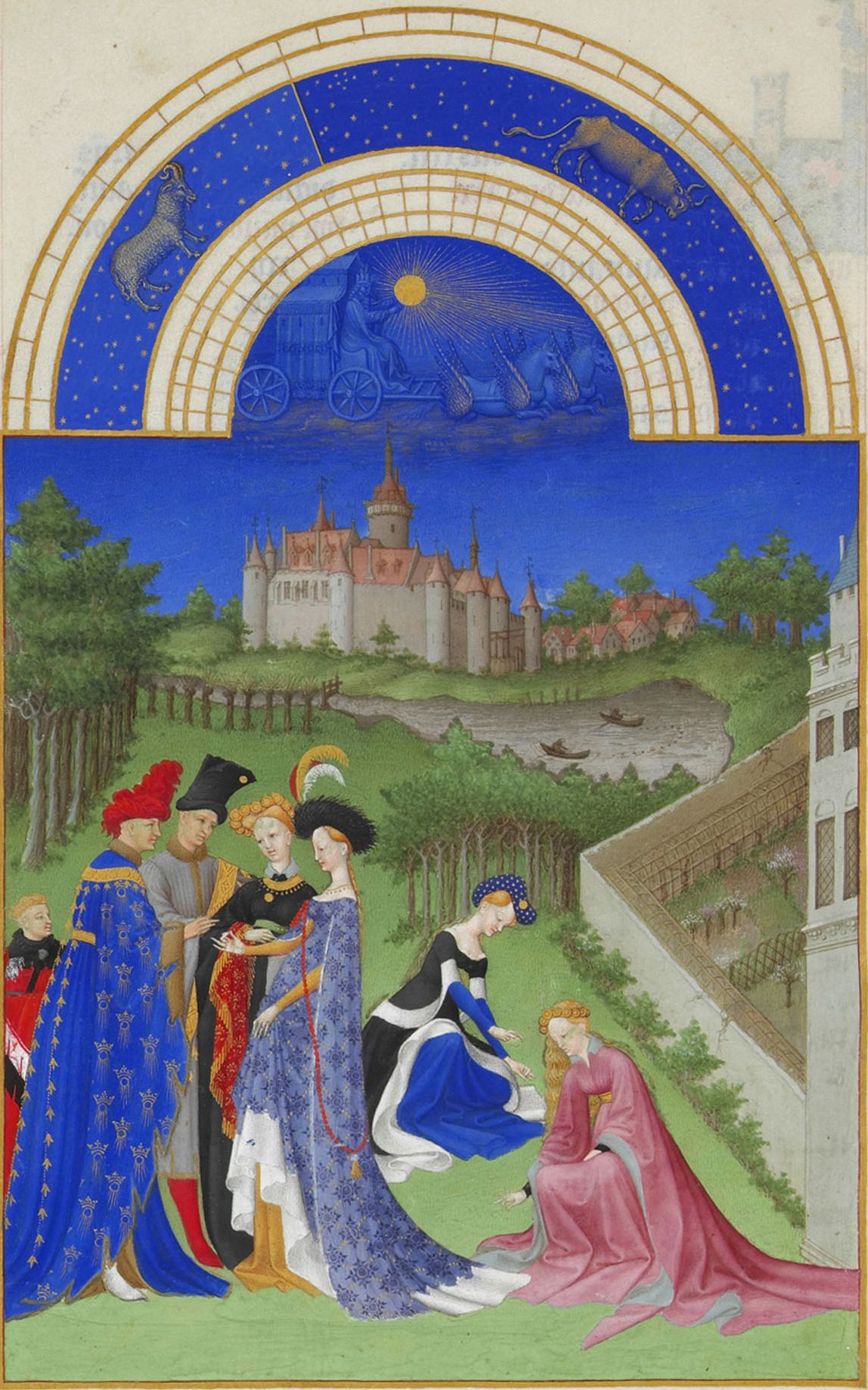
4月
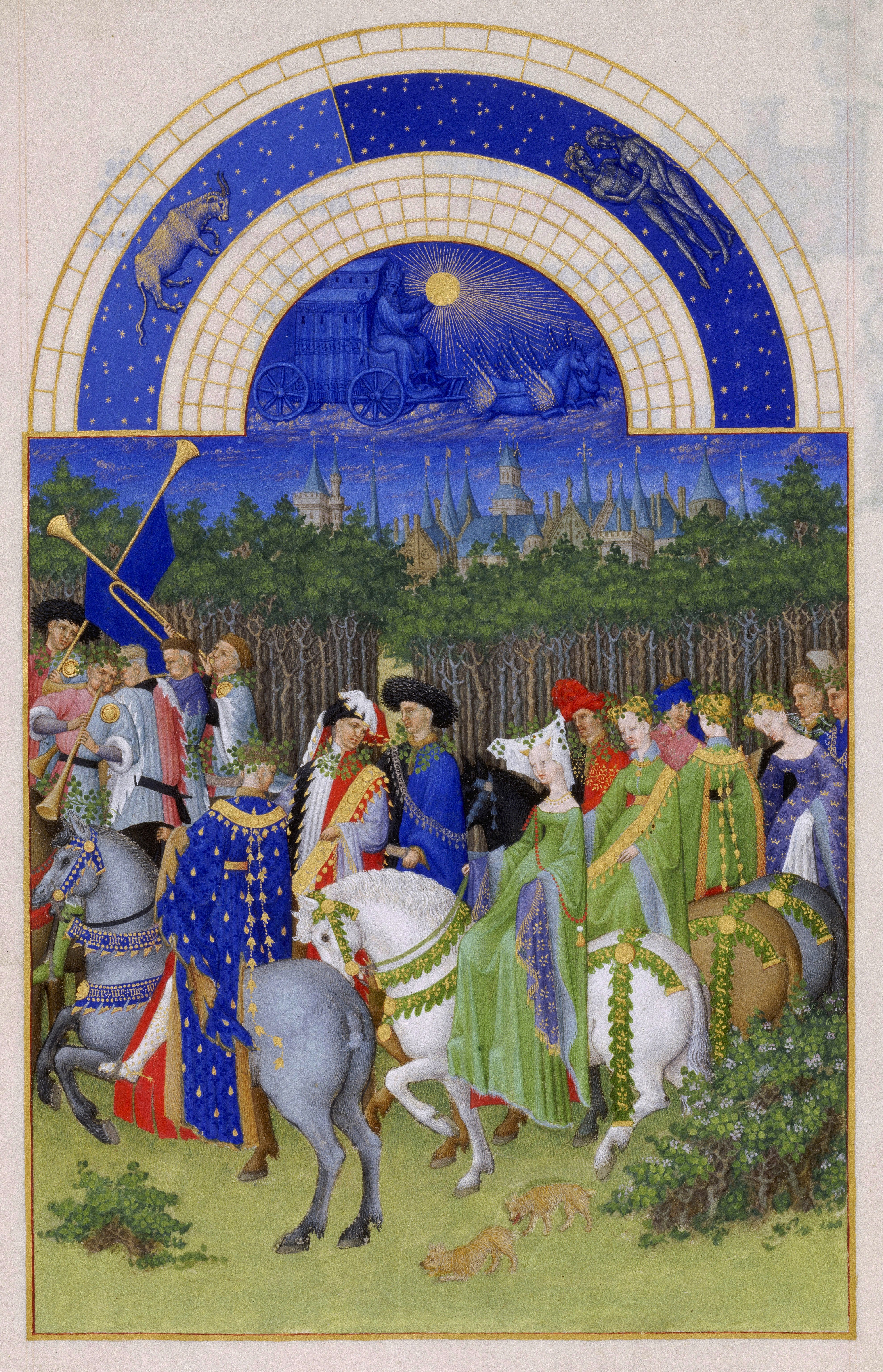
5月
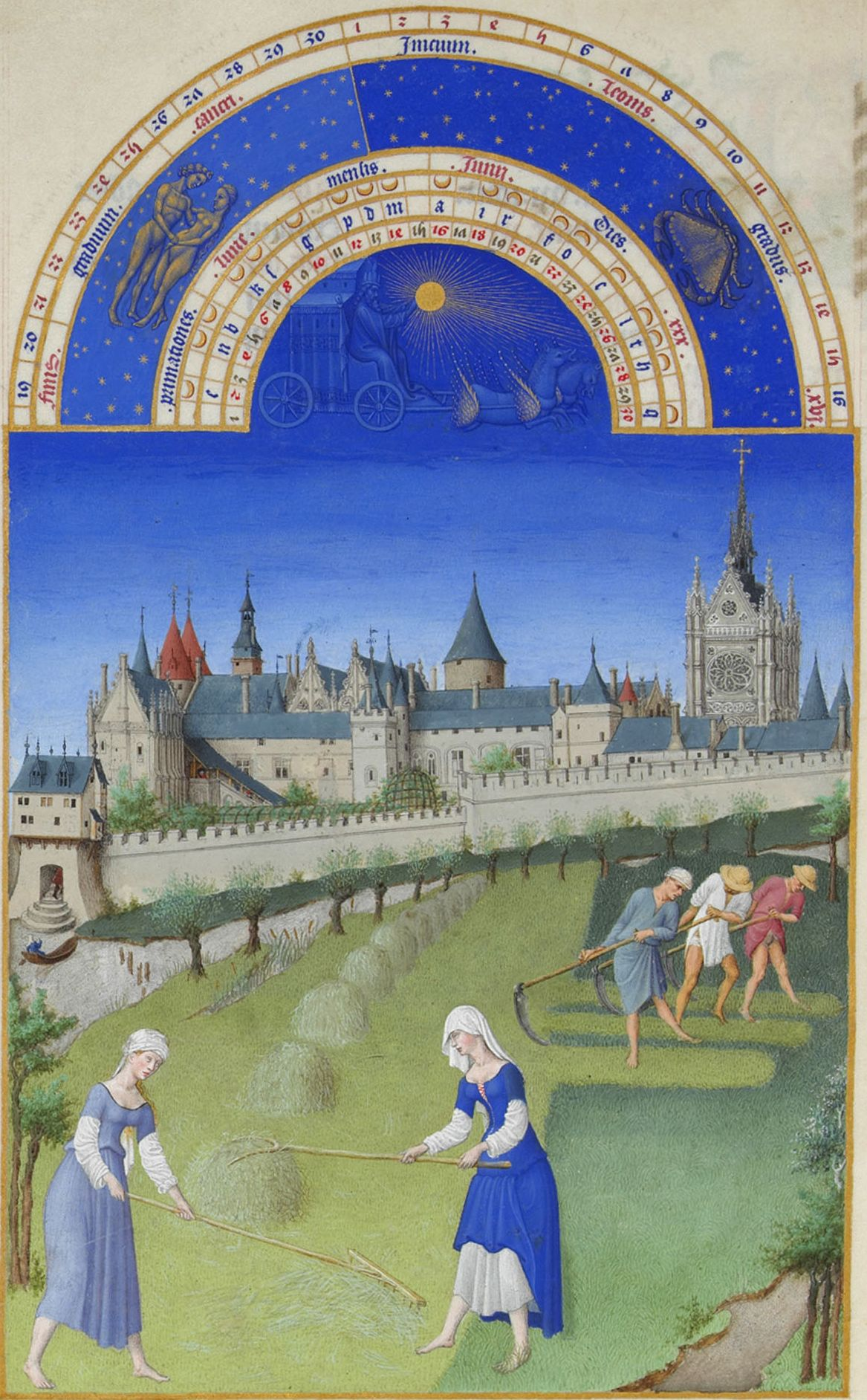
6月

### 7 - 12月

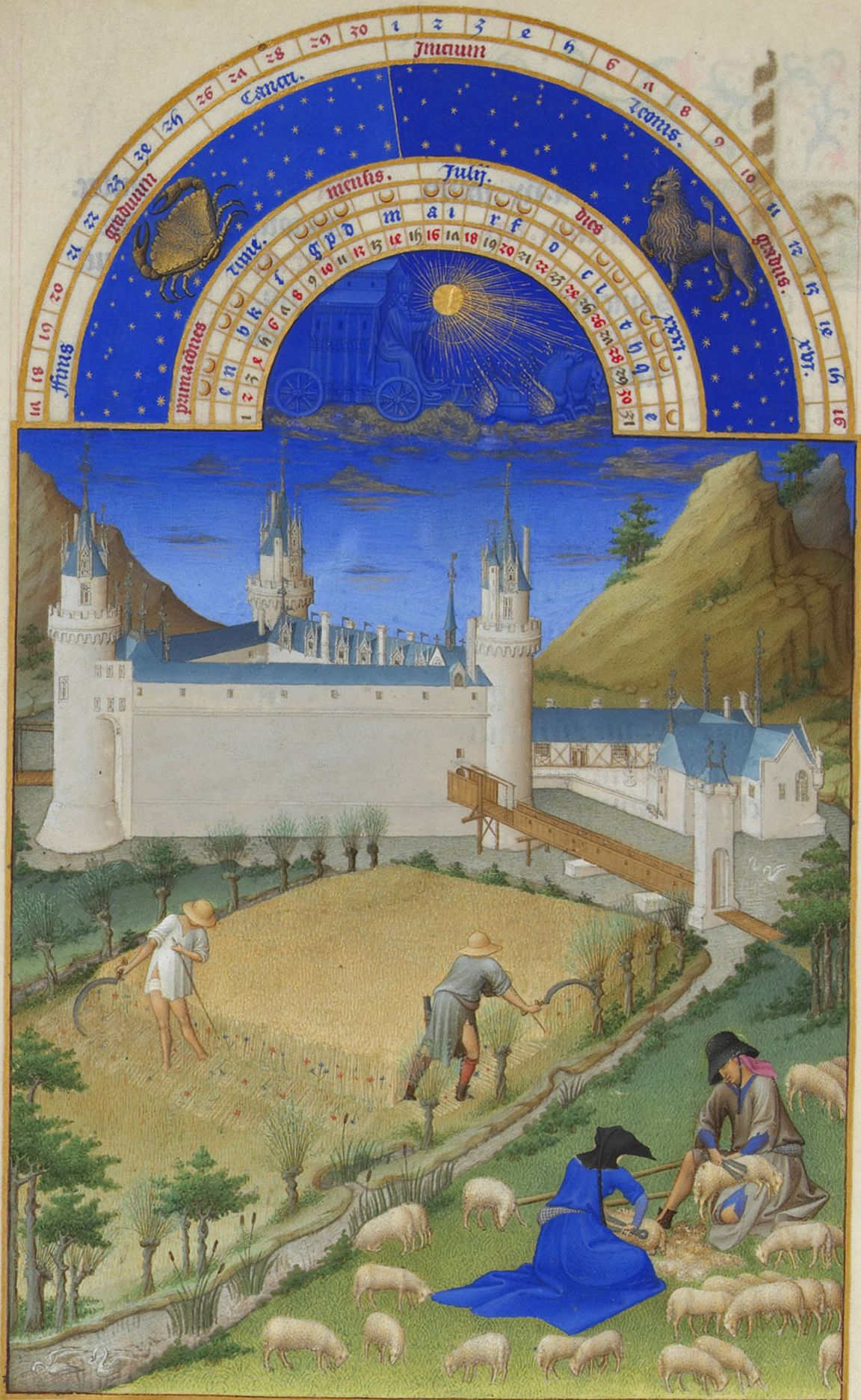
7月
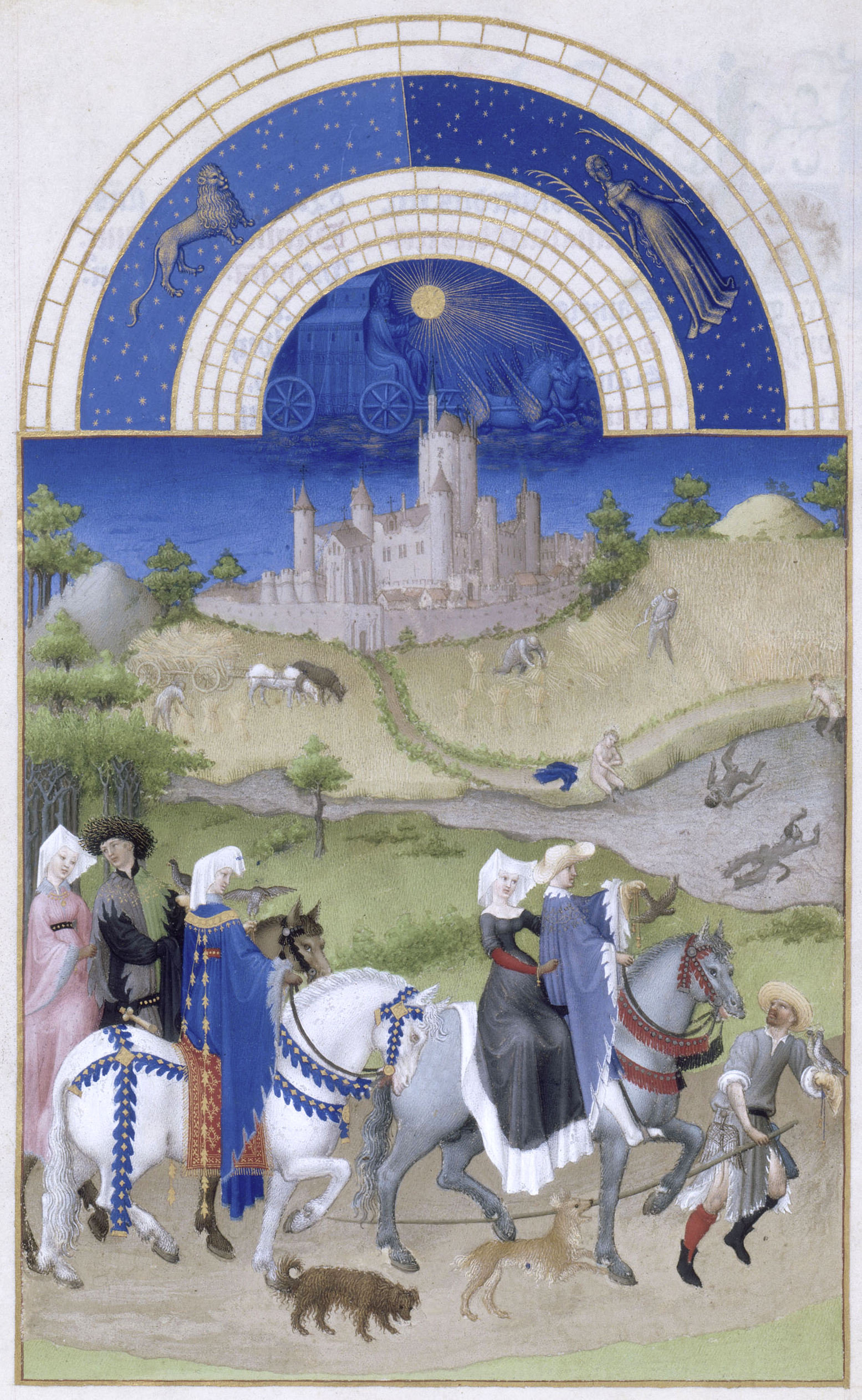
8月
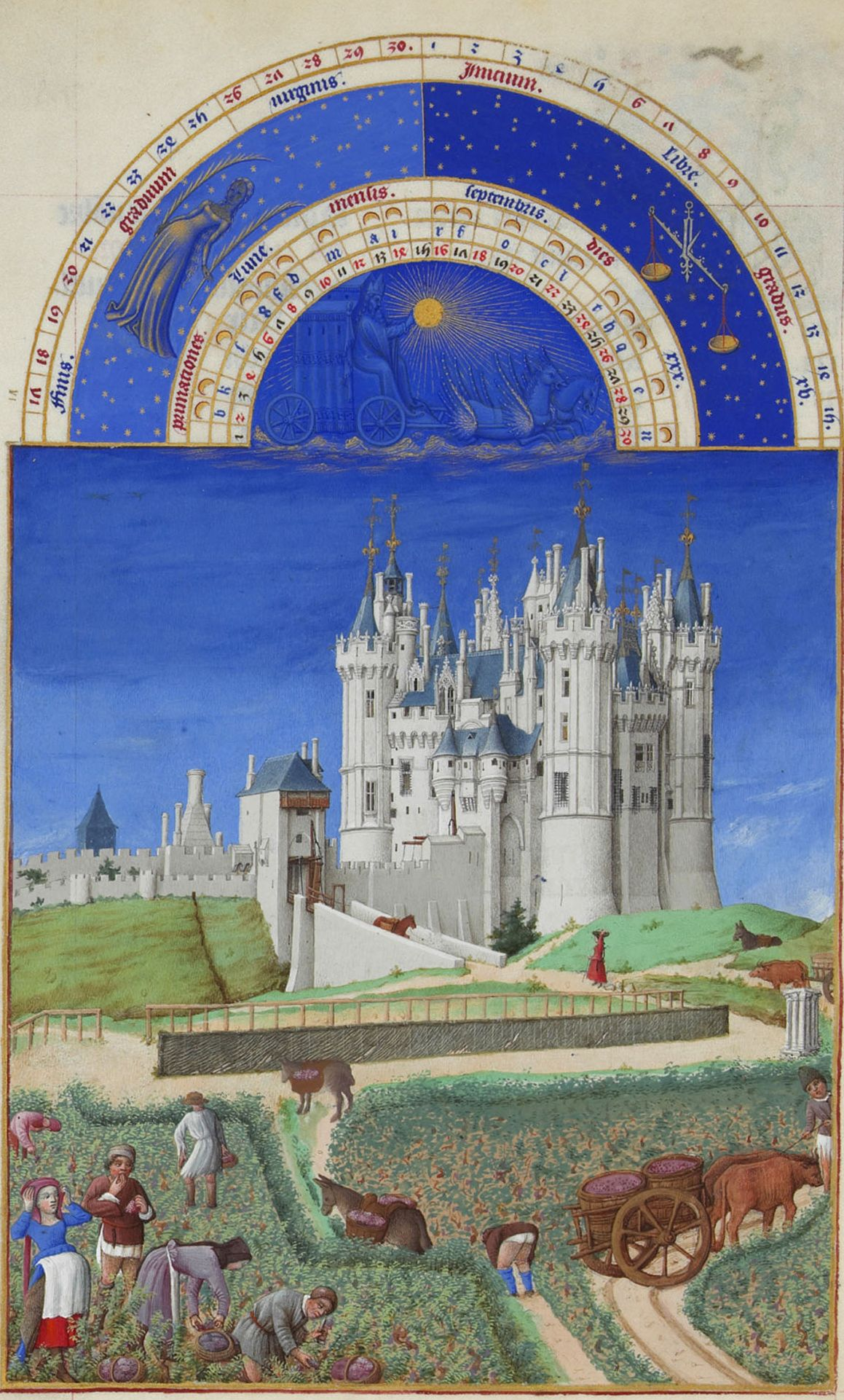
9月
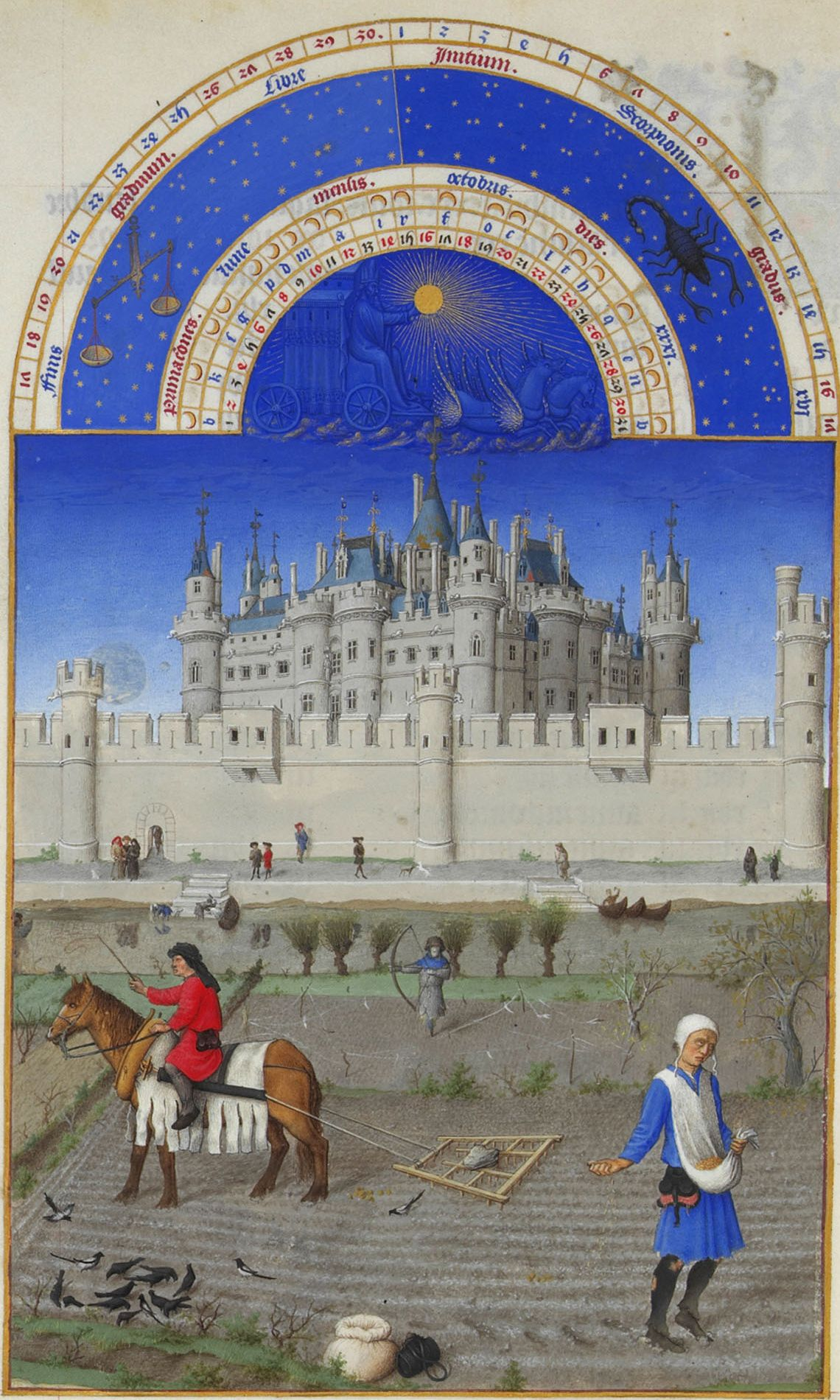
10月
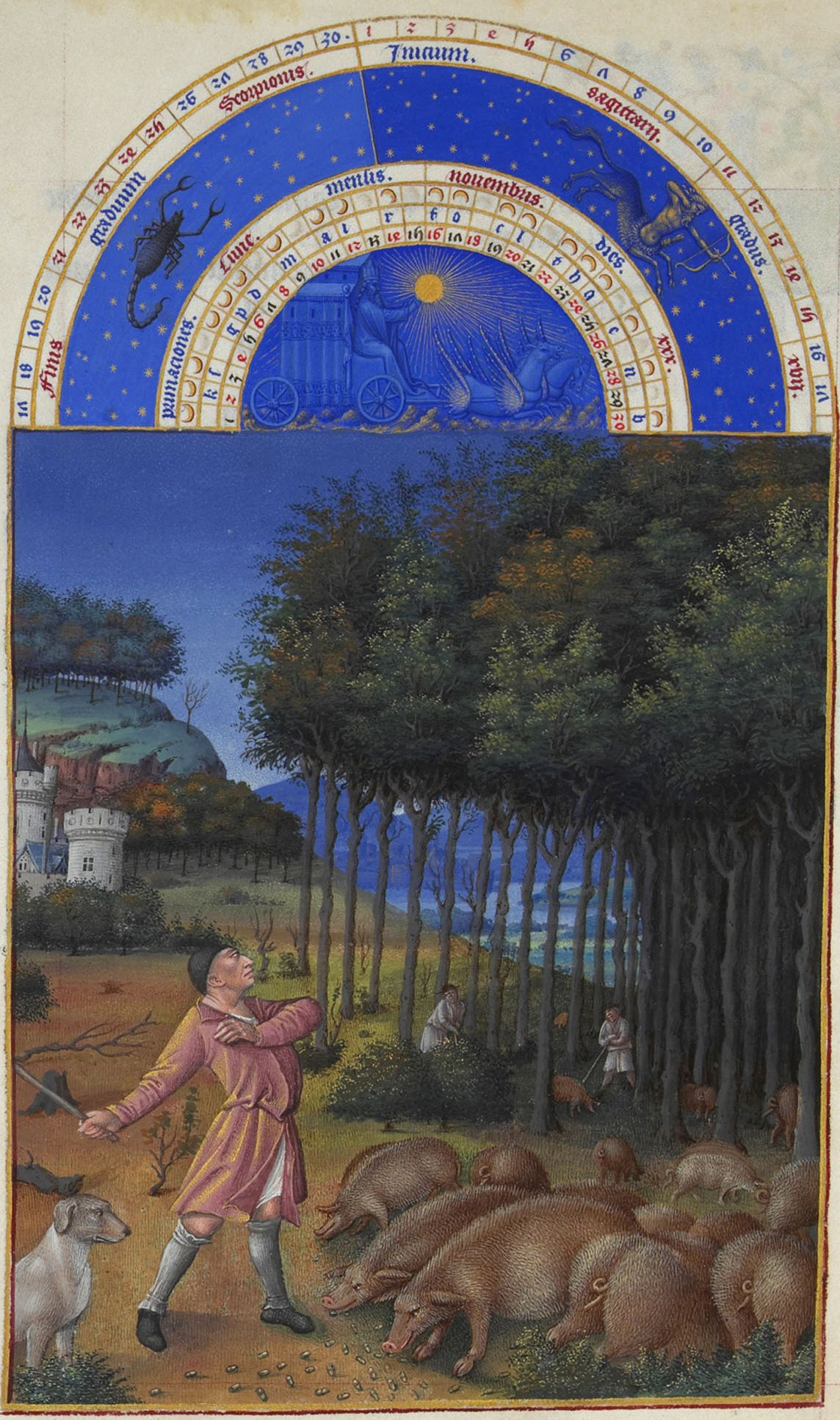
11月
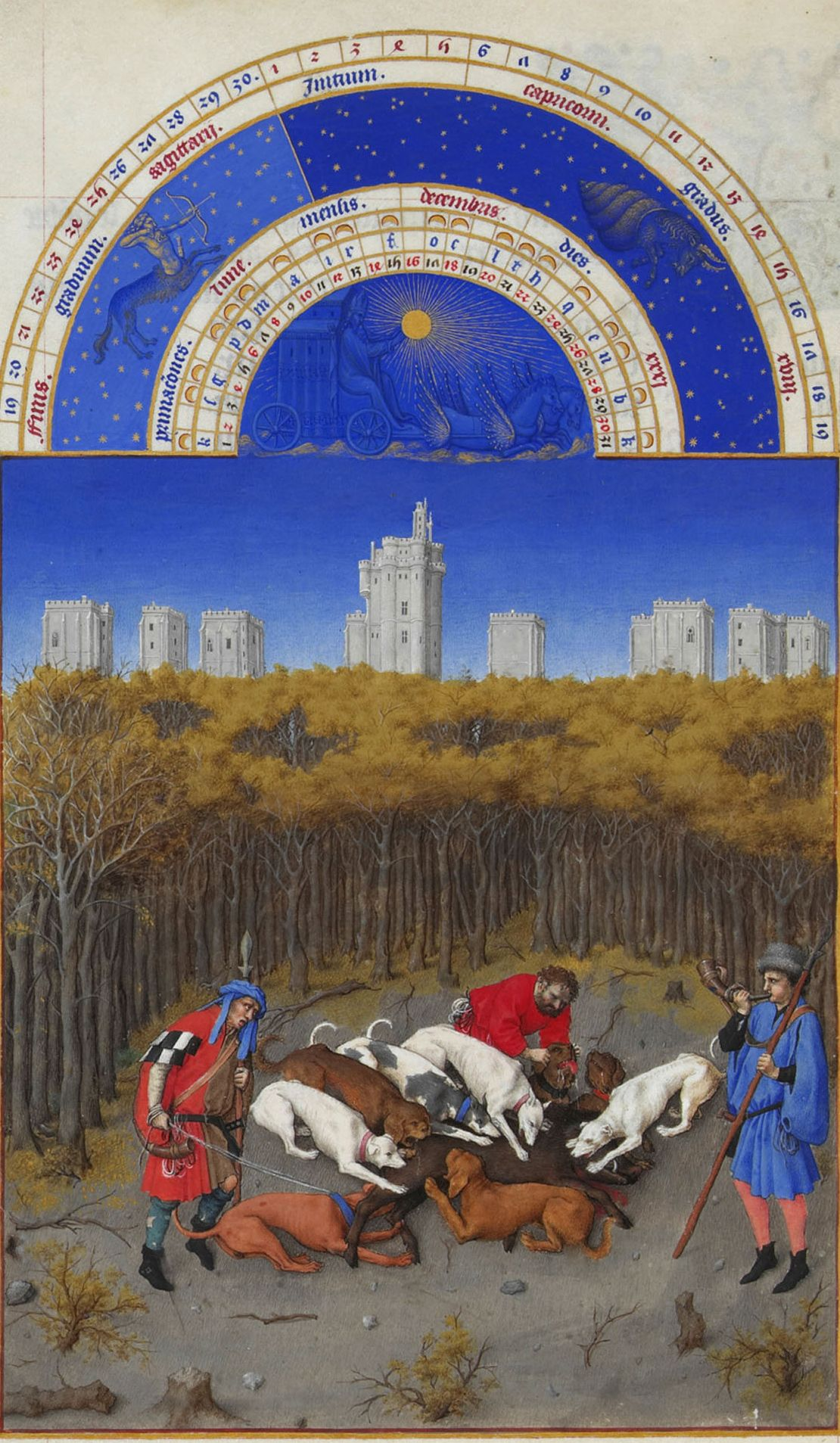
12月

## 映像
- NHK BS3　「日曜美術館　ベリー侯のいとも豪華な時祷書」 (2021年4月4日放映)

## 書籍
- 『ベリー侯の豪華時祷書』（中央公論社）大型本 ISBN 4120017443
- （参考）『ベリー公のいとも美しき時祷書』（岩波書店）大型本 ISBN 4000082256
これは、トリノとパリに分蔵されている「ベリー公のいとも美わしき聖母時祷書」の図録。